# Тета
 Тази статия е за буквата.  За певицата вижте Тита (певица).  
Тета (старогръцки) или Тита (новогръцки) (главна буква Θ, малка буква θ) е осмата буква от гръцката азбука. В гръцката бройна система с тази буква се означава 9.
Първоначално, в старогръцкия език Тета се произнасяла като придихателна съгласна Т [tʰ], но по-късно се променя в звука [θ](th в think на английски), както се произнася днес в гръцкия език.
Главната буква Θ се използва като символ за:
- Денят на земята.

Малката буква θ се използва като символ за:
- Ъгъл в геометрията.